# Лост Сити (Оклахома)
Лост Сити (енгл. Lost City) насељено је место без административног статуса у америчкој савезној држави Оклахома.

## Демографија
По попису из 2010. године број становника је 770, што је 39 (-4,8%) становника мање него 2000. године.
| Група             | 2000.       | 2010.       |
| Белци             | 445 (55,0%) | 357 (46,4%) |
| Афроамериканци    | 0 (0,0%)    | 1 (0,1%)    |
| Азијати           | 4 (0,5%)    | 0 (0,0%)    |
| Хиспаноамериканци | 9 (1,1%)    | 15 (1,9%)   |
| Укупно            | 809         | 770         |